# Kastell Feldioara

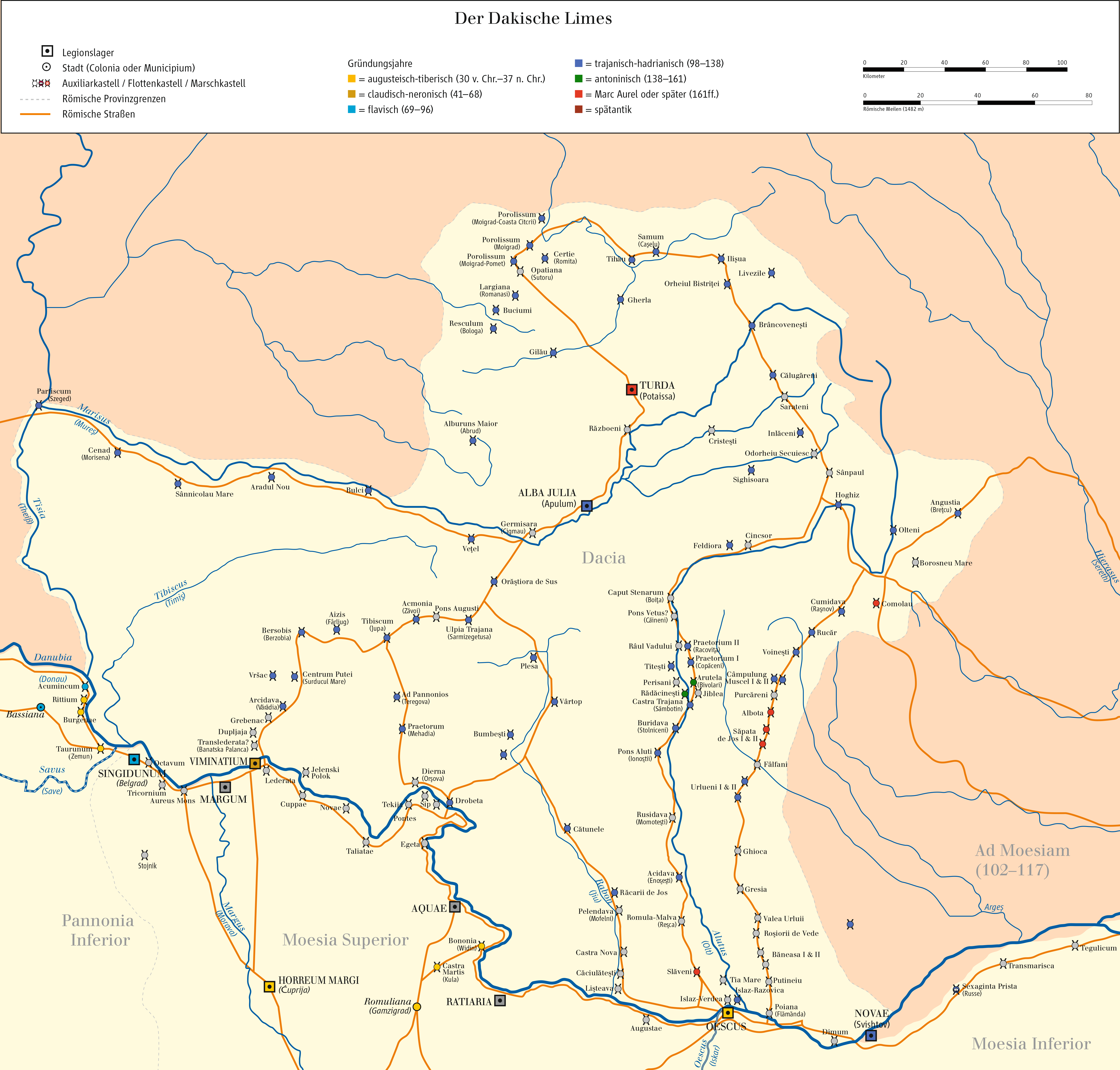
Kastell Feldioara im Limesverlauf

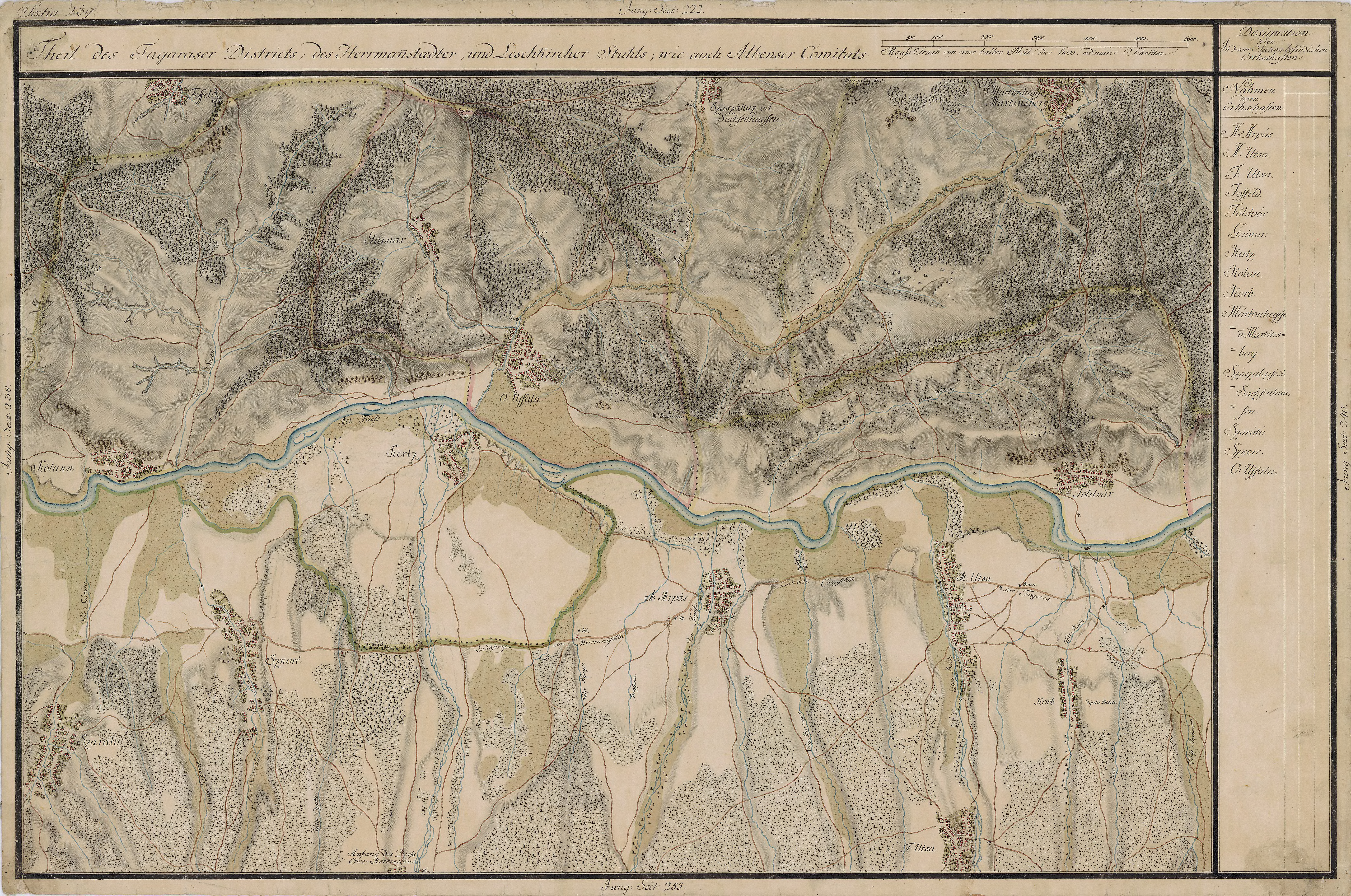
Das Kastell ist als Objekt im Landkartenprojekt der Habsburgischen Josephinischen Landesaufnahme aus der 2. Hälfte des 18. Jahrhunderts rechts im Kartenbild mit einem Kreuz unterhalb des Ortes Földvár (ungar., deutsch: Marienburg, heute rumänisch: Feldioara), eingezeichnet

Das Kastell Feldioara (rumänisch: Castrul de la Feldioara - Cetăţeaua) war ein römisches Hilfstruppenlager auf Gebiet des Dorfes Feldioara, in der Gemeinde Ucea, Kreis Brașov in Siebenbürgen, Rumänien. Es lag am Limes Alutanus in der Provinz Dacia superior, später in Dacia Apulensis. Gemeinsam mit insgesamt 277 Stätten des Dakischen Limes wurde das Kastell Feldioara 2024 zum UNESCO-Weltkulturerbe erhoben.

## Lage
Das Kohortenkastell lag an der in westöstliche Richtung verlaufenden römischen Straße längs des Flusses Olt. Topographisch befand sich das Lager auf der Flussterrasse des Olt. Seine Aufgabe bestand möglicherweise darin, den südlich gelegenen, nördlichen Ausgang des Arpaș-Pass zu überwachen. Südlich zum Fluss lag von alters her eine Furt. Im heutigen Siedlungsbild liegt der Fundort gut 500 Meter südlich des Dorfes Feldioara und rund 250 Meter nördlich des Olt.

## Archäologische Befunde
Bei den Ausgrabungen, die im Wesentlichen zwischen den Jahren 1973 und 1979 stattfanden, wurden zwei Bauphasen und eine Reparaturphase festgestellt.

### Holz-Erde-Lager
In der ersten Bauphase war das Kastell eine rechteckige Holz-Erde-Konstruktion nicht mehr ermittelbarer Ausmaße. Die Kastellecken waren entlang der vier Himmelsrichtungen ausgerichtet. Als Umwehrung diente ein 8,00 m breiter und 1,25 m hoher Holz-Erde-Wall, vor dem sich ein 11,00 m breiter und 1,25 m tiefer, einfacher Sohlgraben befand. An der Nordwest- und an der Nordostseite konnten Spuren der hölzernen Tore nachgewiesen werden. Das Holz-Erde-Kastell wurde in der frühen Okkupationszeit (um 101 bis 102) errichtet. Über die Besatzung dieser Epoche ist nichts bekannt.

### Steinkastell
Das Steinkastell war von rechteckiger Form und hatte abgerundete Ecken. Es besaß dieselbe Ausrichtung wie das Holz-Erde-Lage und maß vielleicht 114 m mal 137 m, was einer Fläche von rund 1,5 Hektar entspräche. Es war umwehrt mit einer 1,25 m mächtigen Mauer, die in der Technik des Opus incertum ausgeführt war. Vor der Mauer verlief ein einfacher, 11 m breiter und 1,25 m tiefer Sohlgraben. Der Graben war vor den Toren nicht unterbrochen. Die Ecken der Mauer waren mit leicht vorspringenden, trapezförmigen Türmen mit den Abmessungen von 5,50 m, 6,50 m, 6,50 m und 6,50 m versehen. Die Porta praetoria (Haupttor) befand sich an der Nordostseite. Sie war mit rechteckigen, leicht vorspringende Tortürmen (5,30 × 6,50 m) besetzt. Die Toröffnungen besaßen lichte Breiten von 4,50 m, die den Breiten der Via Praetoria (Lagerhauptstraße) und der Via Principalis (Lagerquerstraße) entsprachen. Durch Architekturmerkmale und die Zusammensetzung des Fundmaterials konnte die Errichtung des Steinkastells grob auf die Mitte des zweiten Jahrhunderts datiert werden. Ferner wurde an der Umwehrung eine Reparaturphase zu Beginn des dritten Jahrhunderts ermittelt.
Als Kastellbesatzung wird die Cohors II Flavia Numidarum equitata Antoniana angesprochen, die mehrfach epigraphisch belegt ist. Daneben kamen dort auch zahlreiche Ziegelstempel der Legio XIII Gemina sowie eine Inschrift der Ala Bosporanorum ans Tageslicht.

### Zivilsiedlung
Nördlich des Kastells erstreckte sich das Lagerdorf (Vicus), in dem sich die Wohnquartiere der Angehörigen von Soldaten, der Veteranen, Handwerker, Händler, Schankwirte, Prostituierten und anderer Dienstleistern befanden.

## Befundzustand, Fundverbleib und Denkmalschutz
Obwohl zwei Drittel des Kastellgeländes im Laufe der Zeit von den Hochwassern des Olt weggeschwemmt wurden, sind noch Überreste des Kastells und deutliche Bodenverformungen im Gelände sichtbar. Die Ausgrabungsfunde befinden sich im Muzeul Juderea Brasov in Brașov sowie im Muzeul Tärii Fägärasului in Fägäras.
Die gesamte archäologische Stätte und im Speziellen das Kastell stehen nach dem 2001 verabschiedeten Gesetz Nr. 422/2001 als historische Denkmäler unter Schutz und sind mit dem LMI-Code BV-I-s-A-11277.02 in der nationalen Liste der historischen Monumente (Lista Monumentelor Istorice) eingetragen. Zuständig ist das Ministerium für Kultur und nationales Erbe (Ministerul Culturii și Patrimoniului Național), insbesondere das Generaldirektorat für nationales Kulturerbe, die Abteilung für bildende Kunst sowie die Nationale Kommission für historische Denkmäler sowie weitere, dem Ministerium untergeordnete Institutionen. Ungenehmigte Ausgrabungen sowie die Ausfuhr von antiken Gegenständen sind in Rumänien verboten.